# Albiglutid
Albiglutid (früherer Handelsname Eperzan) von GlaxoSmithKline ist ein Wirkstoff aus der Gruppe der Inkretinmimetika und war in Deutschland ab Oktober 2014 im Handel. Die EU-Zulassung, die die Monotherapie bei Erwachsenen mit Typ-2-Diabetes, wenn Diät und Bewegung allein zur Blutzuckereinstellung nicht ausreichen und Metformin nicht in Frage kommt, umfasste, zog der Hersteller 2018 zurück.
Albiglutid wird biotechnologisch hergestellt. Es ist ein Fusionsprotein und besteht aus zwei Kopien einer zum Glucagon-like Peptide 1 (GLP-1) hoch homologen Peptidsequenz, die mit Humanalbumin gekoppelt sind. Dadurch wird die Eliminationshalbwertszeit verlängert. Albiglutid wurde als wöchentliche subkutane Injektion verabreicht.